# Наука в Сан-Марино
Історія науки  Республіки Сан-Марино вельми обширна. З 855 року нашої ери наука і культура незалежної держави Сан-Марино успішно розвивалася. Після Другої світової війни стали відкриватися перші університети, інститути, академії.
З 1985 року в Сан-Марино функціонує університет, в якому департамент комунікацій очолював відомий італійський вчений Умберто Еко. У 1983 році Гельмаром Франком і групою вчених-есперантистів в Сан-Марино відкрита Міжнародна академія наук Сан-Марино (італ. L'Accademia Internazionale delle Scienze San-Marino) — міжнародна науково -освітня організація з штаб-квартирою у словацькому місті Комарно. Академія наук Сан-Марино присуджує міжнародні наукові ступені: бакалавра, магістра, доктора і доктора вищого ступеня. З 1988 року також працює і школа історичних наук Сан-Марино У Сан-Марино часто проводять наукові заходи, зокрема з 25 по 28 вересня 2012 року проводився 4-й конгрес  Міжнародної академії астронавтики (IAA).